# Talontam
Talontam is een bestuurslaag in het regentschap Kuantan Singingi van de provincie Riau, Indonesië. Talontam telt 875 inwoners (volkstelling 2010).